# Saxifraga diapensioides
Saxifraga diapensioides är en stenbräckeväxtart som beskrevs av Carlo Antonio Lodovico Bellardi. Saxifraga diapensioides ingår i Bräckesläktet som ingår i familjen stenbräckeväxter. Inga underarter finns listade i Catalogue of Life.